# Tour de France 2023/8. Etappe
Die 8. Etappe der Tour de France 2023 fand am 8. Juli 2023 statt und führte die 110. Austragung in Richtung Osten. Die Strecke startete in Libourne und führte über 200,7 großteils flache Kilometer nach Limoges. Nach der Zielankunft hatten die Fahrer insgesamt 1444,4 Kilometer absolviert, was 42,4 % der Gesamtdistanz der Rundfahrt entspricht.
Den Etappensieg sicherte sich Mads Pedersen (Lidl-Trek) in einem Massensprint. Während Mark Cavendish (Astana Qazaqstan) seine voraussichtlich letzte Tour de France mit einem Schlüsselbeinbruch beendete, verteidigte Jonas Vingegaard (Jumbo-Visma) das Gelbe Trikot.

## Streckenführung
Der neutralisierte Start erfolgte in Libourne auf der Rue Thiers in der Nähe des Square du 15th Dragon. Im Anschluss passierten die Fahrer den Place Abel Surchamp und gelangten in weiterer Folge ans Ufer der Isle, wo sie rechts abbogen und das Zentrum über die D910E4 verließen. Außerhalb des Stadtgebiets fuhren die Fahrer auf die D1089, wo das Rennen nach 5,2 Kilometern an der Kreuzung zur Chemine de la Cabanne freigegeben wurde.
Nach dem offiziellen Start wurden die ersten Kilometer auf der D1089 zurückgelegt, bevor die Fahrer diese in Fahrtrichtung Coutras verließen. Danach führte die Strecke über La Roche-Chalais und Ribérac, ehe nach 79 Kilometern der Zwischensprint in Tocane-Saint-Apre erreicht wurde. Entlang der Dronne ging es nun durch Brantôme en Périgord, Champagnac-de-Belair, Quinsac und Saint-Pardoux-la-Rivière in Richtung Norden. Die Fahrer befanden sich nun im Regionalen Naturpark Périgord-Limousin, wo nach 130,4 Kilometern mit der Côte de Champs-Romain (303 m) die erste Bergwertung des Tages erreicht wurde. Dieser Anstieg der 3. Kategorie weist auf einer Länge von 2,8 Kilometern eine durchschnittliche Steigung von 5,2 % auf und führte die Fahrer auf ein Plateau, auf dem sie die verbleibenden 70 Kilometer absolvierten. Nun wurde das Terrain zunehmend hügliger und die Gemeinden Dournazac, Châlus und Nexon wurden durchfahren, ehe die Fahrtrichtung erneut gen Norden drehte. 16 Kilometer vor dem Ziel erfolgte die Abnahme der zweiten Bergwertung auf der Côte de Masmont (353 m), die auf einer Länge von 1,3 Kilometern eine Durchschnittsteigung von 5,5 % aufweist und als Anstieg der 4. Kategorie klassifiziert ist. Es folgte ein kurze Abfahrt nach Bosmie-l’Aiguille, ehe die Straße nach der Überquerung der Briance, erneut zu steigen begann und auf die Côte de Condat-sur-Vienne führte. Diese ist ebenfalls als Anstieg der 4. Kategorie klassifiziert und führt mit 5,4 % für 1,2 Kilometer bergauf. Die letzten 9,3 Kilometer führten auf welligem Terrain nach Limoges.
Die Fahrer erreichen den Zielort Limoges über die Route de Nexon und überquerten den Venant über die Pont de la Révolution. Im Anschluss bogen sie rund drei Kilometer vor dem Ziel rechts auf die N520 ab und folgten dem Fluss stromaufwärts, wobei sie die Kathedrale von Limoges passierten. Kurz nach dem Musée du Four des Casseaux, folgt eine scharfe Linkskurve, die auf die Avenue Jean Gagnant führt. Diese machte rund 700 Meter vor dem Ziel einen leichten Linksknick, ehe sie stetig leicht ansteigend zur Ziellinie führte, die sich auf der Höhe des Square Place Jourdan befand.
|                            | Ort                       | Kilometer | Länge (km) | Höhe (m) | Ø Steigung |
| -------------------------- | ------------------------- | --------- | ---------- | -------- | ---------- |
| neutralisierter Start      | Libourne                  | −5,2      |            |          |            |
| offizieller Start          | Pont de Cloquet (D1089)   | 0         |            |          |            |
| Zwischensprint             | Tocane-Saint-Apre         | 79        |            |          |            |
| Bergwertung (3. Kategorie) | Côte de Champs-Romain     | 130,4     | 2,8        | 303      | 5,2 %      |
| Bergwertung (4. Kategorie) | Côte de Masmont           | 184,7     | 1,3        | 353      | 5,5 %      |
| Bergwertung (4. Kategorie) | Côte de Condat-sur-Vienne | 191,4     | 1,2        | 289      | 5,4 %      |
| Ziel                       | Limoges                   | 200,7     |            |          |            |

## Rennverlauf
Unmittelbar nach dem offiziellen Start kam es im Hauptfeld zu mehreren Angriffen. Primär waren es die Klassiker-Spezialisten, die versuchten sich in einer Ausreißergruppe zu positionieren. In der hektischen und schnellen Anfangsphase konnte sich zunächst keine Gruppe lösen, ehe sich mit Anthony Delaplace (Arkéa-Samsic), Anthony Turgis (TotalEnergies) und Tim Declercq (Soudal Quick-Step) drei Fahrer nach rund 20 Kilometern absetzten. Das Trio fuhr für längere Zeit nur wenige Sekunden vor dem Hauptfeld, in dem es immer wieder zu weiteren Angriffen kam. Nach etwa 30 Kilometern beruhigte sich die Rennsituation und die Ausreißergruppe baute ihren Vorsprung auf rund fünf Minuten aus. Mit Torstein Træen (Uno-X) kam ein Fahrer in der hektischen Anfangsphase zu Sturz. Der Norweger konnte das Rennen jedoch fortsetzen.
Beim Zwischensprint in Tocane-Saint-Apre sicherte sich Anthony Delaplace die meisten Punkte vor seinem Landsmann Anthony Turgis, ehe sich Jasper Philipsen (Alpecin-Deceuninck) im Hauptfeld vor Jordi Meeus (Bora-hansgrohe) durchsetzte. Unmittelbar nach dem Zwischensprint bildete sich eine zwölf Fahrer umfassende Gruppe um Mathieu van der Poel (Alpecin-Deceuninck), die sich vom Hauptfeld zu lösen versuchte, was ihr jedoch nicht gelang. Nachdem die Jumbo-Visma Mannschaft den Angriff abgewehrt hatte, kehrte erneut Ruhe im Peloton ein. Die Bergwertung auf der Côte de Champs-Romain ging an Anthony Turgis, der die Kuppe vor Tim Declercq überquerte. Im Hauptfeld kam es rund 60 Kilometer vor dem Ziel zu einem Sturz, in den auch Mark Cavendish (Astana Qazaqstan) involviert war. Der Brite brach sich das Schlüsselbein und musste seine voraussichtlich letzte Tour de France aufgeben. 37 Kilometer vor dem Ziel griff Kasper Asgreen (Soudal Quick-Step) in einem kurzen Anstieg an und setzte sich vom Hauptfeld ab. Der Däne fuhr rund 15 Kilometer zwischen dem Peloton und der Ausreißergruppe, ehe er wieder gestellt wurde. Der Vorsprung der Spitzengruppe war unterdessen auf rund eineinhalb Minuten geschmolzen.
Im Anstieg der Côte de Masmont setzte sich Anthony Turgis von seinen Begleitern ab und sicherte sich die Bergwertung, ehe er nach der Côte de Condat-sur-Vienne, rund acht Kilometer vor dem Ziel, als letzter Fahrer der ehemaligen Fluchtgruppe eingeholt wurde. Trotz der hügligen letzten Kilometer waren weiterhin mehrere Sprinter im Hauptfeld vertreten, während Fabio Jakobsen (Soudal Quick-Step) und Alexander Kristoff (Uno-X), dem Tempo nicht folgen hatten können. Rund sechs Kilometer vor dem Ziel kam es im Hauptfeld zu einem Sturz in den auch Simon Yates (Jayco AlUla), Mikel Landa (Bahrain Victorious) und Steff Cras (TotalEnergies) verwickelt waren. Während Simon Yates und Mikel Landa das Rennen fortsetzen konnten und das Ziel mit einem Rückstand von 47 Sekunden erreichten, musste Steff Cras die Rundfahrt verletzungsbedingt verlassen. Im Sprint um den Etappensieg setzte sich Mads Pedersen (Lidl-Trek) auf der leicht ansteigenden Zielgeraden von Limoges vor Jasper Philipsen und Wout van Aert (Jumbo-Visma) durch.
Jonas Vingegaard (Jumbo-Visma) verteidigte das Gelbe Trikot und lag weiterhin 25 Sekunden vor Tadej Pogačar (UAE Team Emirates), dem führenden der Nachwuchswertung. Simon Yates fiel aufgrund des Sturzes auf den sechsten Gesamtrang zurück und wies nun einen Rückstand von vier Minuten und einer Sekunde auf. Jasper Philipsen baute seinen Vorsprung in der Punktewertung weiter aus und lag nun bereits mehr als 100 Punkte vor seinem ersten Verfolger. Auch in der Bergwertung, die von Neilson Powless (EF Education-EasyPost) angeführt wurde, kam es zu keinem Führungswechsel. In der Mannschaftswertung lag weiterhin das Team Jumbo-Visma an der Spitze. Aufgrund der zwei Aufgaben verbleiben noch 170 Fahrer im Rennen, von denen Anthony Turgis zum kämpferischsten Fahrer gewählt wurde.

## Ergebnis
| \| Etappenergebnis \| Etappenergebnis \| Etappenergebnis \| Etappenergebnis \| Etappenergebnis \| \| Fahrer \| Fahrer \| Land \| Team \| Zeit \| \| --------------- \| ----------------- \| --------------- \| ---------------------- \| --------------- \| \| 1. \| Mads Pedersen \| Dänemark \| Lidl-Trek \| 4 h 12 min 26 s \| \| 2. \| Jasper Philipsen \| Belgien \| Alpecin-Deceuninck \| + 0 s \| \| 3. \| Wout van Aert \| Belgien \| Jumbo-Visma \| + 0 s \| \| 4. \| Dylan Groenewegen \| Niederlande \| Team Jayco AlUla \| + 0 s \| \| 5. \| Nils Eekhoff \| Niederlande \| Team DSM-Firmenich \| + 0 s \| \| 6. \| Bryan Coquard \| Frankreich \| Cofidis \| + 0 s \| \| 7. \| Jasper De Buyst \| Belgien \| Lotto Dstny \| + 0 s \| \| 8. \| Rasmus Tiller \| Norwegen \| Uno-X Pro Cycling Team \| + 0 s \| \| 9. \| Corbin Strong \| Neuseeland \| Israel-Premier Tech \| + 0 s \| \| 10. \| Tadej Pogačar \| Slowenien \| UAE Team Emirates \| + 0 s \| |                   |             |                        |                 |
| |                   |             |                        |                 |
| Quelle: ProCyclingStats |                   |             |                        |                 |
| Etappenergebnis |                   |             |                        |                 |
| Fahrer | Fahrer            | Land        | Team                   | Zeit            |
| 1. | Mads Pedersen     | Dänemark    | Lidl-Trek              | 4 h 12 min 26 s |
| 2. | Jasper Philipsen  | Belgien     | Alpecin-Deceuninck     | + 0 s           |
| 3. | Wout van Aert     | Belgien     | Jumbo-Visma            | + 0 s           |
| 4. | Dylan Groenewegen | Niederlande | Team Jayco AlUla       | + 0 s           |
| 5. | Nils Eekhoff      | Niederlande | Team DSM-Firmenich     | + 0 s           |
| 6. | Bryan Coquard     | Frankreich  | Cofidis                | + 0 s           |
| 7. | Jasper De Buyst   | Belgien     | Lotto Dstny            | + 0 s           |
| 8. | Rasmus Tiller     | Norwegen    | Uno-X Pro Cycling Team | + 0 s           |
| 9. | Corbin Strong     | Neuseeland  | Israel-Premier Tech    | + 0 s           |
| 10. | Tadej Pogačar     | Slowenien   | UAE Team Emirates      | + 0 s           |

## Gesamtstände
| \| Gesamtwertung \| Gesamtwertung \| Gesamtwertung \| Gesamtwertung \| Gesamtwertung \| \| Fahrer \| Fahrer \| Land \| Team \| Zeit \| \| ------------- \| ---------------- \| ---------------------- \| ------------------ \| ---------------- \| \| 1. \| Jonas Vingegaard \| Dänemark \| Jumbo-Visma \| 34 h 09 min 38 s \| \| 2. \| Tadej Pogačar \| Slowenien \| UAE Team Emirates \| + 25 s \| \| 3. \| Jai Hindley \| Australien \| Bora-Hansgrohe \| + 1 min 34 s \| \| 4. \| Carlos Rodríguez \| Spanien \| Ineos Grenadiers \| + 3 min 30 s \| \| 5. \| Adam Yates \| Vereinigtes Königreich \| UAE Team Emirates \| + 3 min 40 s \| \| 6. \| Simon Yates \| Vereinigtes Königreich \| Team Jayco AlUla \| + 4 min 01 s \| \| 7. \| David Gaudu \| Frankreich \| Groupama-FDJ \| + 4 min 03 s \| \| 8. \| Romain Bardet \| Frankreich \| Team DSM-Firmenich \| + 4 min 43 s \| \| 9. \| Thomas Pidcock \| Vereinigtes Königreich \| Ineos Grenadiers \| + 4 min 43 s \| \| 10. \| Sepp Kuss \| Vereinigte Staaten \| Jumbo-Visma \| + 5 min 28 s \| |                  |                        |                    |                  |
| |                  |                        |                    |                  |
| Quelle: ProCyclingStats |                  |                        |                    |                  |
| Gesamtwertung |                  |                        |                    |                  |
| Fahrer | Fahrer           | Land                   | Team               | Zeit             |
| 1. | Jonas Vingegaard | Dänemark               | Jumbo-Visma        | 34 h 09 min 38 s |
| 2. | Tadej Pogačar    | Slowenien              | UAE Team Emirates  | + 25 s           |
| 3. | Jai Hindley      | Australien             | Bora-Hansgrohe     | + 1 min 34 s     |
| 4. | Carlos Rodríguez | Spanien                | Ineos Grenadiers   | + 3 min 30 s     |
| 5. | Adam Yates       | Vereinigtes Königreich | UAE Team Emirates  | + 3 min 40 s     |
| 6. | Simon Yates      | Vereinigtes Königreich | Team Jayco AlUla   | + 4 min 01 s     |
| 7. | David Gaudu      | Frankreich             | Groupama-FDJ       | + 4 min 03 s     |
| 8. | Romain Bardet    | Frankreich             | Team DSM-Firmenich | + 4 min 43 s     |
| 9. | Thomas Pidcock   | Vereinigtes Königreich | Ineos Grenadiers   | + 4 min 43 s     |
| 10. | Sepp Kuss        | Vereinigte Staaten     | Jumbo-Visma        | + 5 min 28 s     |

| Punktewertung | Punktewertung     | Punktewertung | Punktewertung            | Punktewertung |
| Fahrer        | Fahrer            | Land          | Team                     | Punkte        |
| ------------- | ----------------- | ------------- | ------------------------ | ------------- |
| 1.            | Jasper Philipsen  | Belgien       | Alpecin-Deceuninck       | 258 P.        |
| 2.            | Bryan Coquard     | Frankreich    | Cofidis                  | 149 P.        |
| 3.            | Mads Pedersen     | Dänemark      | Lidl-Trek                | 143 P.        |
| 4.            | Wout van Aert     | Belgien       | Jumbo-Visma              | 112 P.        |
| 5.            | Tadej Pogačar     | Slowenien     | UAE Team Emirates        | 81 P.         |
| 6.            | Victor Lafay      | Frankreich    | Cofidis                  | 80 P.         |
| 7.            | Jordi Meeus       | Belgien       | Bora-Hansgrohe           | 80 P.         |
| 8.            | Biniam Girmay     | Eritrea       | Intermarché-Circus-Wanty | 77 P.         |
| 9.            | Caleb Ewan        | Australien    | Lotto Dstny              | 73 P.         |
| 10.           | Dylan Groenewegen | Niederlande   | Team Jayco AlUla         | 62 P.         |

| Bergwertung | Bergwertung                | Bergwertung        | Bergwertung            | Bergwertung |
| Fahrer      | Fahrer                     | Land               | Team                   | Punkte      |
| ----------- | -------------------------- | ------------------ | ---------------------- | ----------- |
| 1.          | Neilson Powless            | Vereinigte Staaten | EF Education-EasyPost  | 36 P.       |
| 2.          | Felix Gall                 | Österreich         | AG2R Citroën Team      | 28 P.       |
| 3.          | Tobias Halland Johannessen | Norwegen           | Uno-X Pro Cycling Team | 26 P.       |
| 4.          | Ruben Guerreiro            | Portugal           | Movistar Team          | 22 P.       |
| 5.          | Tadej Pogačar              | Slowenien          | UAE Team Emirates      | 19 P.       |
| 6.          | Jai Hindley                | Australien         | Bora-Hansgrohe         | 19 P.       |
| 7.          | Giulio Ciccone             | Italien            | Lidl-Trek              | 19 P.       |
| 8.          | Jonas Vingegaard           | Dänemark           | Jumbo-Visma            | 18 P.       |
| 9.          | Wout van Aert              | Belgien            | Jumbo-Visma            | 15 P.       |
| 10.         | Daniel Felipe Martínez     | Kolumbien          | Ineos Grenadiers       | 15 P.       |

| Nachwuchswertung | Nachwuchswertung           | Nachwuchswertung       | Nachwuchswertung       | Nachwuchswertung |
| Fahrer           | Fahrer                     | Land                   | Team                   | Zeit             |
| ---------------- | -------------------------- | ---------------------- | ---------------------- | ---------------- |
| 1.               | Tadej Pogačar              | Slowenien              | UAE Team Emirates      | 34 h 10 min 03 s |
| 2.               | Carlos Rodríguez           | Spanien                | Ineos Grenadiers       | + 3 min 05 s     |
| 3.               | Thomas Pidcock             | Vereinigtes Königreich | Ineos Grenadiers       | + 4 min 18 s     |
| 4.               | Felix Gall                 | Österreich             | AG2R Citroën Team      | + 7 min 54 s     |
| 5.               | Mattias Skjelmose          | Dänemark               | Lidl-Trek              | + 8 min 22 s     |
| 6.               | Tobias Halland Johannessen | Norwegen               | Uno-X Pro Cycling Team | + 30 min 18 s    |
| 7.               | Clément Champoussin        | Frankreich             | Arkéa-Samsic           | + 41 min 59 s    |
| 8.               | Matis Louvel               | Frankreich             | Arkéa-Samsic           | + 44 min 45 s    |
| 9.               | Mathieu Burgaudeau         | Frankreich             | TotalEnergies          | + 46 min 02 s    |
| 10.              | Matthew Dinham             | Australien             | Team DSM-Firmenich     | + 47 min 37 s    |

| Mannschaftswertung | Mannschaftswertung | Mannschaftswertung           | Mannschaftswertung |
| Team               | Team               | Land                         | Zeit               |
| ------------------ | ------------------ | ---------------------------- | ------------------ |
| 1.                 | Jumbo-Visma        | Niederlande                  | 102 h 40 min 03 s  |
| 2.                 | Ineos Grenadiers   | Vereinigtes Königreich       | + 2 min 47 s       |
| 3.                 | Bahrain Victorious | Bahrain                      | + 10 min 42 s      |
| 4.                 | UAE Team Emirates  | Vereinigte Arabische Emirate | + 11 min 38 s      |
| 5.                 | Groupama-FDJ       | Frankreich                   | + 15 min 26 s      |
| 6.                 | AG2R Citroën Team  | Frankreich                   | + 18 min 52 s      |
| 7.                 | Bora-Hansgrohe     | Deutschland                  | + 26 min 08 s      |
| 8.                 | Lidl-Trek          | Vereinigte Staaten           | + 36 min 07 s      |
| 9.                 | Movistar Team      | Spanien                      | + 49 min 33 s      |
| 10.                | Team Jayco AlUla   | Australien                   | + 1 h 06 min 22 s  |

## Ausgeschiedene Fahrer
- Mark Cavendish (Astana Qazaqstan Team): wegen Schlüsselbeinbruch während der Etappe aufgegeben
- Steff Cras (TotalEnergies): wegen Verletzungen am rechen Knie und Fußgelenk während der Etappe aufgegeben[4]